# Cantó de Fort-de-France-3
El cantó de Fort-de-France-3 és una divisió administrativa francesa situat al departament de Martinica a la regió de Martinica.

## Composició
El cantó comprèn una fracció de la comuna de Fort-de-France.

## Administració
| Període                                  | Identitat     | Partit | Qualitat |
| ---------------------------------------- | ------------- | ------ | -------- |
| 2008-2014                                | Johnny Hajjar | PPM    |          |
| Les dades anteriors no són pas conegudes |               |        |          |